# Ибаргуэн, Роберто Эррера
Роберто Эррера Ибаргуэн (исп. Roberto Herrera Ibarguen; 1921 — 2 января 2015, Гватемала, Гватемала) — гватемальский бизнесмен и государственный деятель, министр иностранных дел Гватемалы (1970—1972).

## Биография
Стажировался в лучших университетах мира, владел английским, французским и кастильским языками. Являлся членом Движения национального освобождения.
- 1970—1972 гг. — министр иностранных дел, являлся убежденном сторонником претензий Гватемалы на территорию Белиза.
- 1972—1974 гг. — министр внутренних дел Гватемалы.

Избирался вице-президентом Государственного совета, членом Национальной комиссии по делам Белиза. Занимал посты посла в Сальвадоре и Панаме, а также работал в качестве консультанта по юридическим вопросам в секретариате Организации Объединенных Наций, был членом Национального совета Белиза и Постоянной палаты третейского суда в Гааге.
В январе 1978 года был похищен повстанцами из Партизанской Армии Бедноты (EGP), представители которой обвинили его в том, что он являлся основателем «эскадронов смерти», на счету которых убийства девяти партизанских лидеров в 1972 году и репрессии против забастовки учителей в 1973 году. Повстанцы потребовали 2 млн кетсалей и освобождения одного из своих командиров — Хенаро. После выполнения этих требований 30 января политик был освобожден.